# دریاچه وحشت ۲
دریاچه وحشت ۲ (به انگلیسی: Lake Placid 2) با عنوان اصلی (دریاچه آرام ۲) یک تله‌فیلم آمریکایی در ژانر کمدی ترسناک محصول سال ۲۰۰۷ میلادی به کارگردانی دیوید فلورز است. این فیلم دنباله بر فیلم دریاچه وحشت (۱۹۹۹) و دومین قسمت از سری فیلمهای دریاچه وحشت است. 
این فیلم در تاریخ ۲۸ آوریل ۲۰۰۷ در کانال سای فای به نمایش در آمد و به طور مستقیم در تاریخ ۲۹ ژانویه ۲۰۰۸ به صورت ویدئویی منتشر شد.

## بازیگران
- جان اشنایدر در نقش کلانتر جیمز رایلی
- سارا لافلئور در نقش اما وارنر
- سام مک‌موری در نقش جک استروتز
- چاد مایکل کالینز در نقش اسکات رایلی
- آلیشیا زیگلر در نقش کری
- جو هولت به عنوان احمد
- ایان رید کسلر به عنوان تاد هایلند
- جاستین اوریچ به عنوان لری ویلیس
- کلوریس لیچمن در نقش سدی بیکرمن
- بنسون به عنوان ریچل وینرت
- رابرت بلوش در نقش فرانک میلز
- جوناس تاکینگتون به عنوان کال ماینر
- تری Winkless به عنوان معاون دیل دیویس
- مایکل مک کوی در نقش دیوید تیلمن
- آندره اریایت به عنوان معاون زن
- یاسمینا توشکووا به عنوان ادی
- Vlado Mihaylov به عنوان مایک
- یانا مارینوا در نقش شارون جیمز

## تولید
این فیلم در سال ۲۰۰۶ در بلغارستان فیلمبرداری شد. 

## انتقادها
این فیلم با استناد به یک طرح غیرمجاز ، جلوه های ویژه ضعیف و بودجه کم ، نقدهای بسیار منفی را دریافت کرد.  